# Bàndicut daurat
El bàndicut daurat (Isoodon auratus) és una espècie de bàndicut provinent del nord d'Austràlia. És de llarg el més petit del gènere Isoodon, fent una mica més de la meitat de la mida dels seus parents, el bàndicut bru septentrional (I. macrourus) i el bàndicut bru meridional (I. obesulus).